# Chloroclystis infrazebrina
Chloroclystis infrazebrina är en fjärilsart som beskrevs av George Francis Hampson 1895. Chloroclystis infrazebrina ingår i släktet Chloroclystis och familjen mätare. Inga underarter finns listade i Catalogue of Life.